# Die Hörtheatrale
Die Hörtheatrale ist ein deutscher Hörspielproduzent sowie Veranstalter von Hörtheaterstücken und Lesungen mit Sitz in Marburg an der Lahn. Künstlerischer Leiter ist Daniel Sempf.

## Geschichte und Programm
Die Hörtheatrale wurde im Oktober 2009 vom Schauspieler Daniel Sempf, der die Idee zum Projekt und das Wissen einbrachte, zusammen mit Markus Klauk gegründet, um Hörveranstaltungen live und vor Publikum aufzuführen. Idee war, zum einen das Wesen des Hörspiels, die Anregung der eigenen Vorstellungskraft durch Stimme und Geräusche, und zum anderen das Wesen des Theaters, Illusionen zu erzeugen, zu verbinden. Den Auftakt bildete am 23. Oktober 2009 die erste Premiere mit dem Stück Der Teufelsfuß von Arthur Conan Doyle, in einer Hörspielbearbeitung von Daniel Sempf. Die Geschichte handelt von Sherlock Holmes und seinem Kollegen Dr. Watson. Klauk übernahm den Part des Holmes und Sempf den des Dr. Watson und aller übrigen Figuren. 25 Vorstellungen in diversen Clubs, Bars und Kinos in und um Marburg folgten. Die Deutsche Blindenstudienanstalt der Stadt Marburg wurde sofort eine Stammspielstätte des Ensembles. Seit September 2014 hat die Hörtheatrale ihre feste Spielstätte im Lomonossowkeller in Marburg. Bis zu 10 Veranstaltungen im Monat finden hier regelmäßig statt, zusätzlich zu diversen Gastspielen in Bildungseinrichtungen und Theatern in Hessen und darüber hinaus. 
Aufgrund der großen Resonanz schrieb Sempf ein zweites Stück nach der Kriminalgeschichte Die tanzenden Männchen, ebenfalls von Arthur Conan Doyle mit Sherlock Holmes als Protagonisten. Mittlerweile liegen insgesamt neun Kurzgeschichten und Romane über den Detektiv, Bram Stokers Dracula, das Kinderstück Rapunzel der Gebrüder Grimm, Das kalte Herz von W. Hauff, Caligula von A. Camus, Das schwatzende Herz von E. A. Poe, Der Sandmann von E.T.A. Hoffmann, Frankenstein von Mary Shelley und Die Mausefalle von Agatha Christie  von Sempf bearbeitet in Live-Hörspielfassung vor und wurden von der Hörtheatrale als Live-Hörspiele produziert.
Seit 2014 hat sich ein fester Stamm an Spielern gebildet, die regelmäßig in verschiedene Produktionen auftreten.
2017 realisierte Daniel Sempf als Sounddesigner in Kooperation mit dem Hessischen Landestheater Marburg die Produktion 20000 Meilen unter’m Meer. Ein Theaterstück, das in absoluter Finsternis stattfand. Acht Boxen waren im Raum verteilt und die Schauspieler bewegten sich in der Dunkelheit um das Publikum herum. Sempf lieferte den Sound und die Musik.

## Live-Veranstaltungen
Seit 2009 werden regelmäßig Live-Hörspiele bzw. Hörtheaterstücke und inszenierte Lesungen vor Publikum realisiert. Als Protagonisten fungieren bekannte Schauspieler und Sprecher. Koproduzent war schon mehrmals das Hessische Landestheater Marburg.
Neben festen Stätten wie dem Lomonossowkeller in Marburg und den Räumlichkeiten des Theaters sucht die Hörtheatrale immer wieder nach besonderen Spielorten, wie z. B. das Alte Opelwerk in Rüsselsheim. Seit 2012 ist die Hörtheatrale bei der Deutschen Sherlock Holmes Gesellschaft zur regelmäßigen stattfindenden SherloCon eingeladen.
Durch die Kulturförderung des Landes Wiesbaden ist es möglich geworden, auch in Schulen im Gesamten Bundesland Hessen Veranstaltungen der Hörtheatrale anzubieten. Bis zu 50 Veranstaltungen werden im Jahr abgehalten.
Besonderes Merkmal der Hörtheaterstücke sind die Soundinstallationen des Sound-Designers Q-Ben und Daniel Sempf. Jedes Stück ist klar inszeniert und die Bewegungen sowie das Spiel der Schauspieler auf die Geräusche choreographiert. Neben einem Bühnenbild, für Dracula hergestellt von der Kunstwerkstatt Waldkobold, wird für jedes Stück und jeden Spielort eine Lichtinstallation von Nicole Baier und Daniel Sempf entworfen. Seit der Produktion Dracula, die bei hr-info besprochen wurde, arbeitet Die Hörtheatrale mit dem Musiker Stefan Kissel zusammen. Für diese Produktion komponierte er eigens einen Soundtrack wie auch im Jahr darauf für die Produktion Rapunzel.
Seit 2011 findet auf Initiative der Hörtheatrale jährlich der Hörtheatersommer Open Air in Marburg statt. Anlass gab im Sommer 2010 die Premiere von Der Hund von Baskerville. 2011 wurde der Spiegelslustturm für Dracula entdeckt und das erste Hörtheatersommer-Festival abgehalten. 2012 feierte u. a. das Märchen Rapunzel auf diesem Festival Premiere. 2013 wird Dr. Jekyll und Mr. Hyde beim Hörtheatersommer-Festival 2013 am Spiegelslustturm als Neuproduktion vorgestellt.
Im Juni 2013 gingen Daniel Sempf und Markus Klauk getrennte Wege. Rechtmäßiger Eigentümer des Namens Die Hörtheatrale ist Daniel Sempf.

## Sprecher
Bislang wurden Hörtheaterstücke unter der Regie von Daniel Sempf produziert. (Bis 2012 in Zusammenarbeit mit Markus Klauk)
- Daniel Sempf
- Franziska Knetsch
- Christine Reinhardt
- Stefan Gille
- Roman Pertl
- Ogün Derendeli
- Thomas Streibig
- Peter Radestock
- Michael Köckritz
- Victoria Schmidt
- Camil Morariu